# The Spoilers (film 1930)
The Spoilers è un film del 1930 diretto da Edwin Carewe, un western girato nell'Oregon, ma ambientato a Nome in Alaska al tempo della corsa all'oro del Klondike del 1898. Prodotto e distribuito dalla Paramount Pictures, il film uscì in sala il 20 settembre 1930.

## Trama
Nel 1900, a Nome, in Alaska, coloro che hanno scoperto le prime vene aurifere si vedono minacciati dall'enorme afflusso di cercatori d'oro che arrivano da ogni dove. Roy Glennister e Al Dextry si difendono da un certo Galloway che tenta di mettere le mani sul loro terreno. Roy intrattiene nel frattempo una relazione con Cherry Malotte, donna volitiva e influente, la padrona del saloon della città. A Nome giungono anche Alexander McNamara, funzionario dell'agenzia mineraria e il giudice Stillman insieme alla nipote Helen Chester, inviati dal governo per tentare di portare la legalità in città. Roy pensa che sarebbe saggio riporre la sua fiducia nei due uomini di legge per risolvere il suo contenzioso con Galloway. Mentre il diffidente Al preferisce difendere le sue terre usando Betty, il suo fucile. Roy accetta di affidare alla banca una cassaforte che contiene il frutto del loro lavoro, in attesa del processo che dovrà risolvere la questione. Helen, intanto, si innamora di Roy mentre Cherry è attirata da McNamara. Quando arriva il momento della sentenza, il giudice Stillman rinvia la sua decisione di 90 giorni sequestrando la cassaforte di Roy e Al. Tutti i minatori si rendono conto che McNamara e Stillman sono due corrotti venuti per approfittare della situazione. Decidono di aiutare Roy e Dextry, tentando in un primo momento di rapinare la banca dov'è tenuto l'oro. Nel corso della rapina, lo sceriffo viene colpito da un uomo che sembra Roy. Il quale viene arrestato da McNamara che lo accusa di omicidio. McNamara e Stillman mettono a punto un piano: agevoleranno la fuga di Roy per poterlo uccidere in maniera legittima. Ma Helen, che viene a conoscenza del piano, avvisa Cherry che si reca alla prigione per salvare Glennister. Il quale riesce a fuggire e a raggiungere gli altri minatori onesti: insieme recupereranno con la forza il terreno oggetto della contesa. Vedendo che la partita è perduta, il giudice tenta la fuga, ma Glennister arriva in tempo per bloccarlo. In quanto a McNamara, Cherry usa il suo fascino per distrarlo fino all'arrivo di Roy: tra questi e il rivale avviene uno scontro spettacolare nel saloon messo a soqquadro dai due. Alla fine, i banditi vengono arrestati e consegnati alla giustizia.

## Produzione
Il film prodotto dalla Paramount, fu girato in Oregon.

## Distribuzione
Distribuito dalla Paramount Pictures, il film uscì in sala il 20 settembre 1930.

## Versioni cinematografiche di The Spoilers
La storia - tratta dal libro di Rex Beach che era stato lui stesso cercatore d'oro - fu utilizzata più volte al cinema, in varie versioni: 
- The Spoilers di Colin Campbell con Tom Santschi nel ruolo di MacNamara, William Farnum (Glennister) e Kathlyn Williams (1914)
- The Spoilers di Lambert Hillyer con Noah Beery nel ruolo di MacNamara (1923)
- The Spoilers di Edwin Carewe con Gary Cooper (nel ruolo di Glennister), Kay Johnson e Betty Compson  (1930)
- I cacciatori dell'oro di Ray Enright con Marlene Dietrich, John Wayne e Randolph Scott  (1942)
- I pionieri dell'Alaska di Jesse Hibbs con Anne Baxter, Jeff Chandler e Rory Calhoun (1955)